# 蓮華池寄生
蓮華池寄生（学名：Taxillus tsaii）为桑寄生科鈍果桑寄生屬下的一个种。

## 扩展阅读
- 維基物種上的相關：蓮華池寄生